# Cari Shayne
Cari Shayne (Sellersville, 8 september 1972) is een Amerikaanse actrice.

## Biografie
Shayne verhuisde in haar jeugd naar New York en volgde haar opleiding op een professionele basisschool. Later verhuisde ze weer naar Los Angeles om actrice te worden. Haar eerste acteer werk was in 1991 met de televisieserie Almost There!. Hierna heeft ze nog meerdere rollen gespeeld in televisieseries en films zoals party of Five (1994-1995), Beverly Hills, 90210 (1999) en American Dreams (2003). 
Shayne is twee keer getrouwd, de eerste keer in 1997 en scheidde in 1999. De tweede keer is sinds 2002 waaruit zij twee kinderen heeft, en woont met haar gezin in Los Angeles. 
Shayne is de oprichter en ontwerper van La Unica Handbags dat gevestigd is in Beverly Hills

## Filmografie

### Films
Uitgezonderd korte films.
- 2002 Dancing at the Harvest Moon – als Amy
- 2001 Jack the Dog – als meisje in café
- 1997 The Price of Heaven – als Claire Gundry
- 1997 The Inheritance – als Edith Adelon
- 1996 Shaughnessy – als Megan
- 1995 Naomi & Wynonna: Love Can Build a Bridge – als jonge Naomi
- 1991 Almost There! – als Kimberly

### Televisieseries
Uitgezonderd eenmalige gastrollen.
- 2019-2022 The Bay - als dr. Genevieve Cates - 13 afl.
- 2002 Flatland - als Gwen Torrance - 2 afl.
- 1999 Beverly Hills, 90210 – als Lauren Durning – 5 afl.
- 1996 Kirk – als Julia – 2 afl.
- 1994-1995 Party of Five – als Nina DiMayo – 9 afl.
- 1992-1995 General Hospital – als Karen Wexler – 50 afl.